# Сенат Чехии
Сенат Парламента Чешской республики (чеш. Senát Parlamentu České republiky) — верхняя палата Парламента Чехии. Резиденцией Сенату с 1996 года служит Дворец Валленштайна в Праге. До 1996 года Сенат не был сформирован, несмотря на то, что его существование основывается на Конституции Чехии, действующей с 1993 года. Последние выборы произошли в сентябре 2024 года.

## Законодательный процесс
Законопроекты вносятся в Палату депутатов. Право законодательной инициативы принадлежит депутатам, группам депутатов, Сенату, Правительству и представительству территориальной самоуправляющейся единицы высшего уровня. Законопроекты о государственном бюджете и об исполнении государственного бюджета вносится Правительством Чешской Республики.
Проект закона, одобренный Палатой депутатов, передается в Сенат, где он рассматривается и по нему выносится постановление в течение 30-ти дней с момента его поступления в Сенат. Одобренные Сенатом законы подписываются председателем Палаты депутатов, Президентом Республики и Председателем Правительства. Президент имеет право вето в отношении всех законов, кроме конституционных. Палата депутатов может преодолеть вето Президента, если за возвращенный Президентом закон в неизменной редакции повторно проголосовало более половины от общего числа депутатов Палаты. Закон вступает в силу после обнародования.

## Состав и избрание
В состав Сената входят 81 сенатор, избираемых по мажоритарной системе в 2 тура сроком на 6 лет, при ротации каждые два года трети сенаторов. В Сенат может быть избран каждый гражданин Чешской Республики, имеющий право избирать и достигший 40 лет.

## Структура
У Сената есть председатель и 5 вице-председателей. Сенаторы участвуют в работе различных комитетов.

### Президиум
| Функция                         | Член президиума  | Партия | Партия   | Клуб | Клуб           | Срок пребывания в должности | Срок пребывания в должности |
| Функция                         | Член президиума  | Партия | Партия   | Клуб | Клуб           | вступление в должность      | прекращение полномочий      |
| ------------------------------- | ---------------- | ------ | -------- | ---- | -------------- | --------------------------- | --------------------------- |
| Председатель                    | Милош Выстрчил   |        | ODS      |      | ODS и TOP 09   | 2 ноября 2022               | действующий                 |
| Первый заместитель председателя | Йиржи Драгош     |        | Беспарт. |      | STAN           | 2 ноября 2022               | действующий                 |
| Заместитель председателя        | Томаш Чернин     |        | TOP 09   |      | ODS и TOP 09   | 2 ноября 2022               | действующий                 |
| Заместитель председателя        | Йиржи Оберфалзер |        | ODS      |      | ODS и TOP 09   | 2 ноября 2022               | действующий                 |
| Заместитель председателя        | Йитка Сеитлова   |        | KDU-ČSL  |      | KDU-ČSL и нез. | 2 ноября 2022               | действующий                 |

#### Председатель Сената
Председатель Палаты депутатов руководит палатой, созывает, открывает и закрывает заседания парламента, руководит заседанием и выполняет иные функции.

#### Заместители председателя Палаты депутатов
Заместители председателя Палаты представляют Председателя Палаты по его поручению или в установленном порядке.